# 西南站
西南站（羅馬化：Yugo-Zapadnaya）是莫斯科地鐵索科利尼基線的一個車站。西南站的裝飾風格是典型的1960年代莫斯科地鐵站的裝飾風格，主色調為白色。車站有一個入口。2014年新站竣工之後，西南站不再是索科利尼基線的終點車站。